# Élections régionales de 1975 au Piémont
Les élections régionales de 1975 au Piémont (en italien : Elezioni regionali in Piemonte del 1975) se tiennent les 15 et 16 juin 1975 afin d'élire les 60 membres de la IIe législature du conseil régional du Piémont.
Le scrutin voit la victoire à la majorité relative du Parti communiste italien (PCI).

## Contexte
Le Piémont est un territoire historiquement dominé par la Démocratie chrétienne (DC).
Ainsi lors des élections générales anticipées de 1972, elle rassemble à la Chambre des députés 33,5 % des voix dans la circonscription de Turin et 44,7 % dans celle de Coni, et 36,5 % des suffrages exprimés au niveau de la région au Sénat de la République.
Au niveau municipal, la DC gouverne cinq des six chefs-lieux de province, dont la capitale régionale Turin.

## Mode de scrutin
Le conseil régional du Piémont (en italien : Consiglio Regionale del Piemonte) est constitué de 60 conseillers élus pour cinq ans au scrutin proportionnel avec vote préférentiel et sans seuil électoral dans six circonscriptions plurinominales qui correspondent aux provinces.
Chaque électeur peut exprimer jusqu'à trois votes de préférence sur la liste à laquelle il accorde son suffrage. Les mandats sont ensuite répartis à la proportionnelle d'Hagenbach-Bischoff. Les sièges sont ensuite pourvus par les candidats comptant le plus grand nombre de voix préférentielles.
Les mandats qui n'ont pas été attribués à l'issue du premier décompte et les voix qui n'ont pas été utilisées sont rassemblés au niveau régional et distribués à la proportionnelle de Hare. Ils sont attribués, pour chaque parti, dans les provinces en fonction du ratio entre les votes restants et le total des suffrages exprimés.

### Répartition des sièges
| Provinces  | Sièges | +/-           |
| ---------- | ------ | ------------- |
| Alexandrie | 7      | en stagnation |
| Asti       | 2      | 1             |
| Coni       | 7      | 1             |
| Novare     | 7      | en stagnation |
| Turin      | 32     | 9             |
| Verceil    | 5      | 1             |
| Total      | 60     | 10            |

## Principales forces politiques
| Parti | Parti                                                                                   | Idéologie                                                  |
| ----- | --------------------------------------------------------------------------------------- | ---------------------------------------------------------- |
|       | Démocratie chrétienne Democrazia Cristiana                                              | Centre Démocratie chrétienne, antifascisme, anticommunisme |
|       | Parti communiste italien Partito Comunista Italiano                                     | Gauche Communisme, eurocommunisme, marxisme-léninisme      |
|       | Parti socialiste italien Partito Socialista Italiano                                    | Gauche Socialisme, réformisme, marxisme                    |
|       | Parti social-démocrate italien Partito Socialista Democratico Italiano                  | Centre gauche Social-démocratie, socialisme                |
|       | Parti libéral italien Partito Liberale Italiano                                         | Centre droit Libéralisme, libérisme                        |
|       | Mouvement social italien – Droite nationale Movimento Sociale Italiano–Destra Nazionale | Extrême droite Néofascisme, nationalisme, anticommunisme   |
|       | Parti républicain italien Partito Repubblicano Italiano                                 | Centre Républicanisme mazzinisme                           |

## Résultats

### Voix et sièges
|                        |                                                      |           |       |      |        |               |  |  |  |  |  |  |  |  |
| Parti                  | Parti                                                | Voix      | %     | +/-  | Sièges | +/-           |  |  |  |  |  |  |  |  |
|                        | Parti communiste italien (PCI)                       | 1 033 342 | 33,91 | 7,98 | 22     | 9             |  |  |  |  |  |  |  |  |
|                        | Démocratie chrétienne (DC)                           | 976 794   | 32,05 | 4,66 | 20     | en stagnation |  |  |  |  |  |  |  |  |
|                        | Parti socialiste italien (PSI)                       | 393 707   | 12,92 | 2,36 | 8      | 3             |  |  |  |  |  |  |  |  |
|                        | Parti social-démocrate italien (PSDI)                | 224 642   | 7,37  | 0,87 | 4      | en stagnation |  |  |  |  |  |  |  |  |
|                        | Parti libéral italien (PLI)                          | 153 079   | 5,02  | 3,01 | 2      | 2             |  |  |  |  |  |  |  |  |
|                        | Mouvement social italien – Droite nationale (MSI-DN) | 130 905   | 4,30  | 0,99 | 2      | en stagnation |  |  |  |  |  |  |  |  |
|                        | Parti républicain italien (PRI)                      | 109 333   | 3,59  | 0,49 | 2      | 1             |  |  |  |  |  |  |  |  |
|                        | Démocratie ouvrière (DO)                             | 24 634    | 0,81  | Nv.  | 0      | en stagnation |  |  |  |  |  |  |  |  |
|                        | Unité populaire pour le socialisme (UPS)             | 1 128     | 0,04  | Nv.  | 0      | en stagnation |  |  |  |  |  |  |  |  |
|                        |                                                      |           |       |      |        |               |  |  |  |  |  |  |  |  |
| Votes valides          | Votes valides                                        | 3 047 564 | 94,56 |      |        |               |  |  |  |  |  |  |  |  |
| Votes blancs et nuls   | Votes blancs et nuls                                 | 175 180   | 5,44  |      |        |               |  |  |  |  |  |  |  |  |
| Total                  | Total                                                | 3 222 744 | 100   | -    | 60     | 10            |  |  |  |  |  |  |  |  |
| Abstention             | Abstention                                           | 208 276   | 6,67  |      |        |               |  |  |  |  |  |  |  |  |
| Inscrits/Participation | Inscrits/Participation                               | 3 431 020 | 93,93 |      |        |               |  |  |  |  |  |  |  |  |

### Conséquences
Le 21 juillet, le conseiller régional socialiste de la province de Coni Aldo Viglione est investi président de la junte régionale avec le soutien d'une coalition de gauche entre le PCI et le PSI.